# Emilio Echeverri
Emilio Echeverri (ur. 8 marca 1929 w Chinchiná, zm. 4 maja 2015 w Puerto Boyacá) – kolumbijski szermierz. Członek kolumbijskiej drużyny olimpijskiej w 1956, 1960 oraz 1964 roku. W 1960 oraz 1964 roku był chorążym reprezentacji Kolumbii.